# Linognathus vulpis
Linognathus vulpis är en insektsart som beskrevs av Werneck 1952. Linognathus vulpis ingår i släktet Linognathus och familjen nötlöss. Inga underarter finns listade i Catalogue of Life.